# Al-Ghazala Mughajdila
Al-Ghazala Mughajdila – wieś w Syrii, w muhafazie Idlib. W 2004 roku liczyła 1621 mieszkańców.